# 에두아르두 몬들라느
에두아르두 시밤부 몬들라느(포르투갈어: Eduardo Chivambo Mondlane, 1920년 6월 20일 ~ 1969년 2월 3일)은 모잠비크의 독립운동가로, 최종 직책은 모잠비크 해방전선 중앙위원회 의장이다. 모잠비크에서 태어난 그는 직업은 인류학자였고, 1963년 모잠비크로 돌아가기 전까지 시러큐스 대학교에서 역사사회학 교수로 일했다.

## 인류학 경력
몬들라느는 1957년 유엔 신탁통치부에서 연구원으로 일하기 시작하여 아프리카를 여행하고 노스웨스턴 대학교에서 박사 학위 논문을 쓸 수 있게 되었다. 헤르스코비츠의 감독하에 그의 불만은 프란츠 보아스와 시카고 학파의 전통, 즉 위대한 미국 자유주의 전통에서 비롯되었다. 1960년 박사학위를 마치고 1961년 유엔에서 사임하여 정치 활동에 참여할 수 있게 되었다. 그는 같은 해 시러큐스 대학교에서 동아프리카 연구 프로그램 개발을 도운 교사직을 맡았다. 1963년 그는 시러큐스 직위를 사임하고 탄자니아로 이주하여 1962년 6월 지도자로 당선되었다.

## 정치 경력

### 모잠비크 독립전쟁
에두아르두 몬들라느는 포르투갈 식민통치에 반대하는 독립운동가로 부상했고 1962년 9월에 모잠비크 해방전선을 설립했다. 모잠비크 해방전선 1965년 탄자니아와 우호 관계를 맺었고, 1966년부터 소련은 모잠비크 해방전선에 대한 지지를 표명했다.

## 사망
1969년 탄자니아 다르에스살람의 FRELIMO 본부에서 폭탄이 담긴 책이 몬들라느에게 보내졌다. 그것은 그가 미국인 친구 베티 킹의 집에서 소포를 열었을 때 폭발하여 그를 죽였다. 그 암살 사건은 아직 미해결로 남아 있다.
몬들라느의 경쟁자들인 FRELIMO, 탄자니아 정치인, 국제 행위자, 포르투갈 비밀 정보국, 특히 포르투갈의 비밀 반공산주의 조직인 아그인터 프레스를 연루시키는 이론들이 제시되었다. 전직 PIDE 요원 오스카 카르도소는 PIDE 요원 카시미로 몬테이로가 에두아르두 몬들라느를 죽인 폭탄을 설치했다고 주장했다.

## 같이 보기
- 모잠비크 독립 전쟁
- 레오니트 브레즈네프
- 포르투갈 식민지 전쟁